# Charles Sands
Charles Sands (n. 22 decembrie 1865, New York City, New York, SUA – d. 9 august 1945, New York City, New York, SUA) a fost un jucător de tenis ce a reprezentat Statele Unite ale Americii, medaliat olimpic. A participat la 2 ediții ale Jocurilor Olimpice (1900, 1908) în care a câștigat o medalie de aur.